# Joan Gilabert Jofré
Joan Gilabert Jofré (València, 24 de juny del 1350 - el Puig de Santa Maria, 18 de maig del 1417), també conegut per Pare Jofré, va ser un religiós mercedari que promogué l'erecció de l'Hospital dels Folls de València o Hospital dels Innocents, el primer hospital psiquiàtric del món i origen del futur Hospital General Universitari de València. Promogué la veneració de la Mare de Déu dels Desemparats.

## Vida
De pares catalans, va néixer a València, al carrer dels Jofrens. Estudia dret canònic a Lleida, on obtingué el grau de batxiller en decrets. Es feu membre de l'Orde de la Mercè en l'any 1370 al monestir del Puig, i s'ordenà de sacerdot el 1375, després d'haver estudiat Teologia. En l'orde exercí diversos càrrecs, com elector, procurador i comanador de Lleida, Perpinyà i València (1409).
El 1409 va fundar l'Hospital dels Folls de València, que era la primera institució del seu gènere a tot el món. El 1410 va fundar un hospici per a nens abandonats, també a València, i el 1416 un hospital de pelegrins al Puig.
En vida va ser un gran predicador, i en les seves darreries acompanyà sant Vicent Ferrer en les prèdiques. Sembla que el sant profetitzà la mort del mercedari, que moriria en el monestir del Puig amb fama de santedat. Fou enterrat al mateix monestir. El 1936, el cos va ser traslladat al cementeri, per tal de salvar-lo de la profanació, i retornat al monestir després de la Guerra Civil. L'església valenciana n'està promovent la canonització.

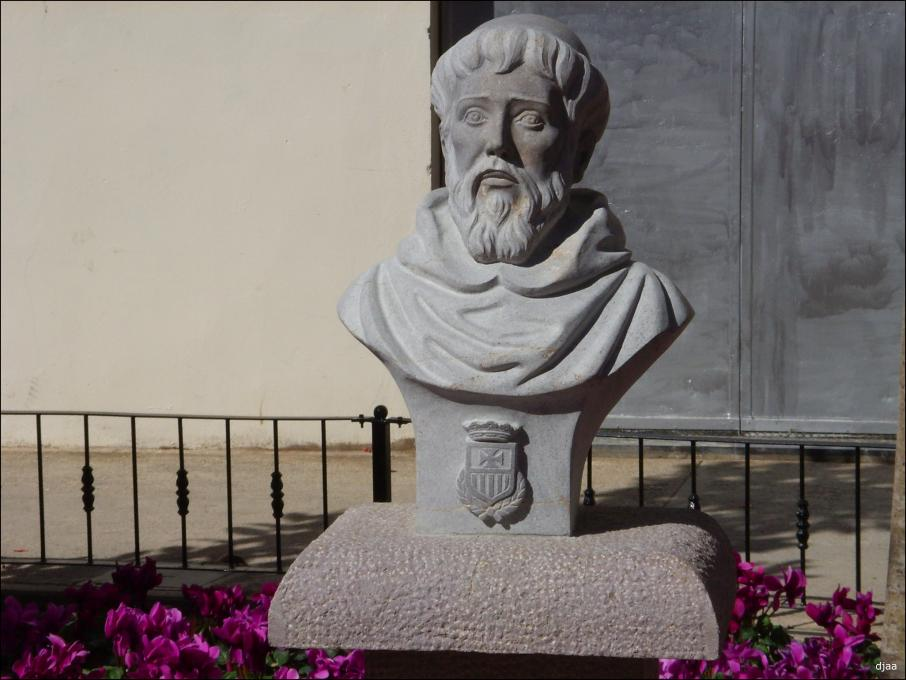
Monument a València, al lloc on va haver-hi el primer hospital (2009)
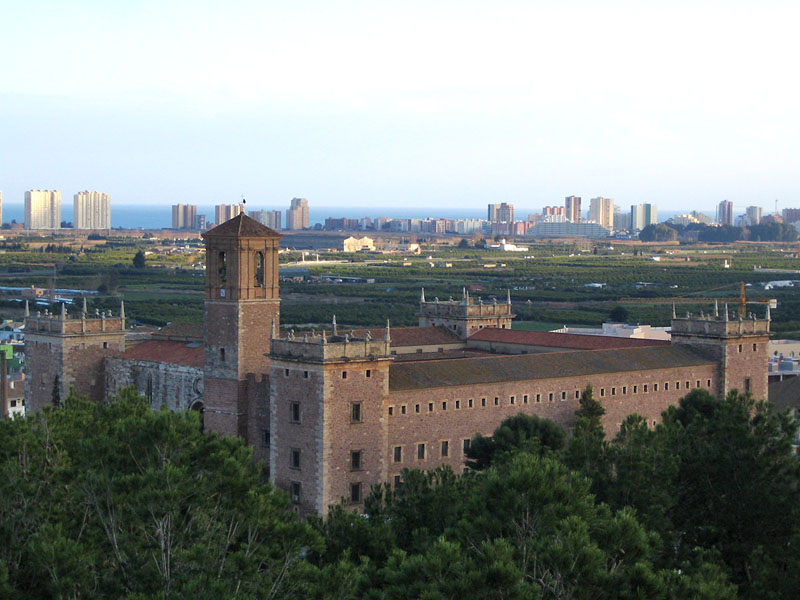
Monestir del Puig, on va professar i morir
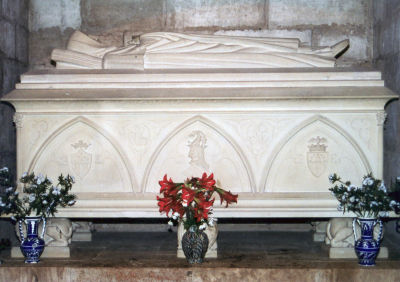
Sepulcre al monestir del Puig

### Fundació de l'Hospital
El divendres 24 de febrer de 1409 a València, el Pare Jofré es dirigia des del convent de la Plaça de la Mercé a la Catedral, on havia de pronunciar un sermó el primer diumenge de Quaresma, dos dies després. Durant el seu trajecte, prop de l'església de Santa Catalina, va escoltar un fort rebombori que va cridar la seva atenció. Un grup de joves estava colpejant i mofant-se d'un home desequilibrat, cridant "al foll, al foll", com era creença en aquell temps que els bojos estaven possessos pel dimoni. El Pare Jofré es va interposar entre els agressors i l'home afectat, protegint aquest últim. Després, el Pare Jofré el va portar a la residència mercedària on li va proporcionar refugi i va facilitar que li curaren les ferides.
El següent diumenge, a la catedral, va dedicar una part del seu sermó a predicar en contra de la persecució irracional. Va destacar que aquesta és particularment cruel quan les víctimes són més innocents, impotents i irresponsables.
Al llibre «Becerro», manuscrit de Manuel Calvo narra així les seues paraules:
| « | En la present ciutat ha molta obra pia é de gran caritat é sustentació: emperò una n´hi manca, que´s de gran neccessitat, so es un hospital o casa on los pobres innocents é furiosos fossen acollits car molts pobres, innocents é furiosos van per aquesta ciutat, los cuals passen gran desayres de fam e de fret e injures, per tal como sa inocència y furor no saben guanyar ni demanar lo que han menester en sustentació de llur vida, e perço dormen per les carreres e perijen de fam e de fret, e moltes malvades persones no havent Deu devant sa consciencia; los fan moltes injuries e senyaladament allà aon les troven endormits, los nafren y maten y algunes fembres innocents; aconteix aisi mateix que los pobres furiosos fan dany a mòltes persones anant per la ciutat. Aquestes coses son noties a tota la ciutat de València, perquè serià sancta cosa è obra molt sancta que en la ciutat de València fos feta una habitació ó hospital en què semblants folls é innocents estiguessin en tal manera que no anassen per la ciutat ni poguessin fer dany ni els en fos fet. | » |

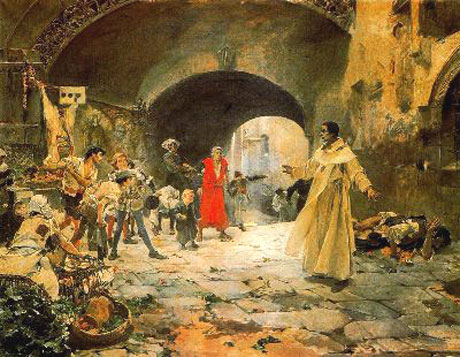
El pare Jofré defensant el foll, quadre de Joaquim Sorolla (1884) (València, Palau de la Generalitat

Després d'escoltar el sermó del Pare Jofré, que va deixar els assistents aclaparats, Llorenç Salóm, un prohom de València, es va sentir impulsat a liderar el projecte de Jofré. Amb el suport de deu altres burgesos - Bernat Andreu, Ferránd García, Francesc Barceló, Joan Armenguer, Pere Çaplana, Joan Dominguez, Esteve Valença, Sanchis Calbo, Pere Pedrera i Pere de Bonía, tots ells comerciants i artesans - van decidir construir un hospital per a malalts mentals. Aquesta iniciativa va suposar un canvi revolucionari en la concepció del boig com a pacient, que els situava en el mateix nivell que qualsevol altre malalt.
A l'entrada hom col·locà una imatge de la Mare de Déu que van deixar, segons la llegenda, tres pelegrins que hi havien demanat hostatge: era l'anomenada Mare de Déu dels Folls, Innocents i Desemparats que, en poc temps i amb la darrera de les denominacions, esdevindrà patrona de València: la Mare de Déu dels Desemparats.

## Veneració
El pare Jofré va morir en llaor de santedat i, des del mateix moment de la seva mort, el seu sepulcre va ser venerat com el d'una persona santa. Aquest culte va ser permès per la diòcesi i la Santa Seu. El segle xviii s'inicià la causa de beatificació, però la Guerra de Successió n'impedí la continuació. La Guerra del Francès i la Guerra civil espanyola van interrompre de nou les causes que, en ambdós moments, s'havien tornat a iniciar. La crema del convent del Puig en 1936 va fer que s'hagués de tornar a reelaborar l'expedient, que es va reiniciar els anys seixanta del segle xx.
El 2007 s'acabà l'expedient i, seguint la via de portar als altars les persones que han rebut un culte immemorial, és fàcil que sigui santificat properament. En atenció a aquest culte no oficial, el calendari litúrgic espanyol celebra la festa del beat Joan Gilabert el 18 de maig, aniversari de la seva mort.